# Tvindrörelsen

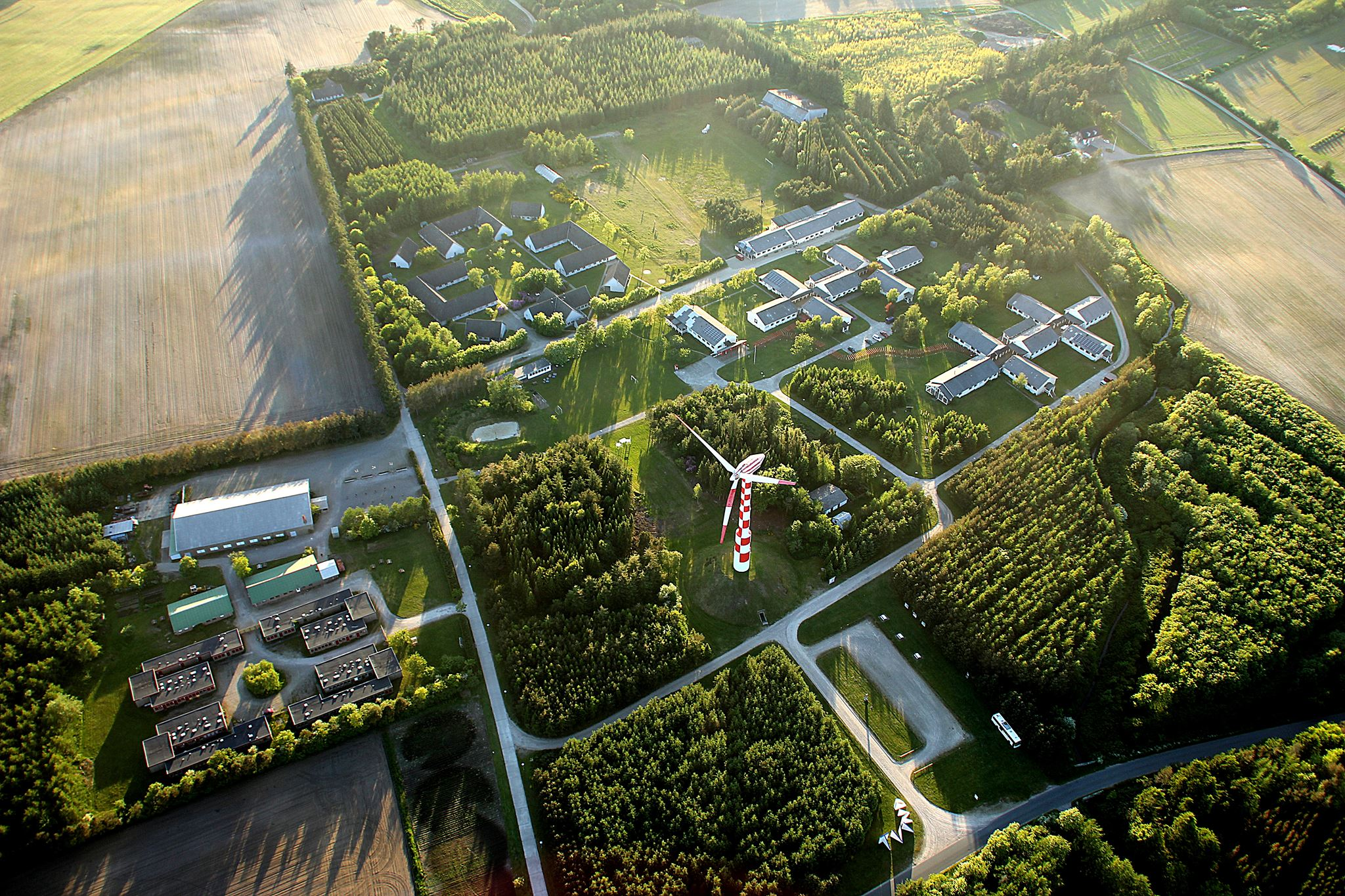
Skolan från ovan.

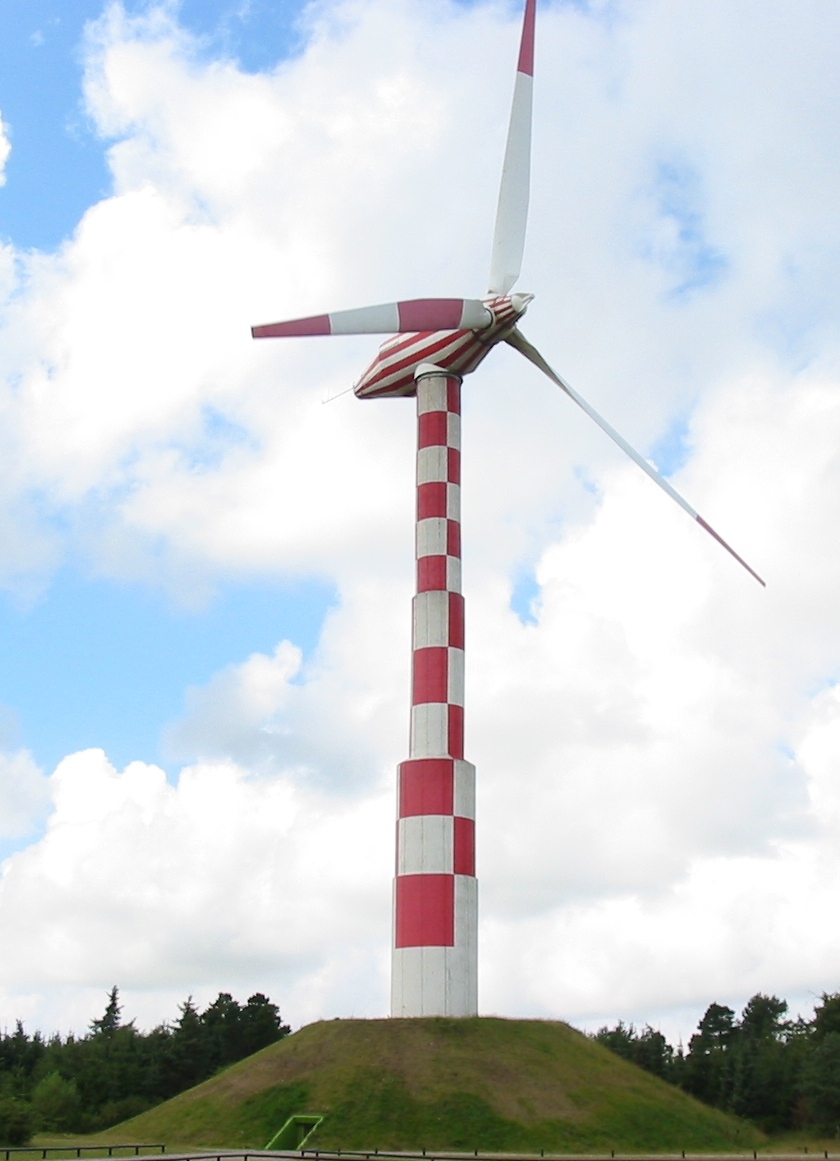
Vindkraftverket.

Tvindrörelsen är en organisation med ursprung i ett danskt vänsterkollektiv som fått sitt namn av egendomen Tvind på Jylland. Medlemmar i rörelsen grundade U-landshjälp från Folk till Folk (UFF). Man driver den så kallade Den rejsende højskole. Ledare är Mogens Amdi Petersen.
Under 1970-talet uppförde skolan Tvindmøllen som då var världens största vindkraftverk med en kapacitet på 2 MW.
Dess organisation har av kritiker fått öknamnet Tvindimperiet, kallats sekteristisk och har anklagats för att locka folk som vill göra en humanitär insats att arbeta gratis.